# شفقت علی خان
شفقت علی خان (متولد: ۱۷ ژوئن ۱۹۷۲) یک خواننده کلاسیک پاکستانی است. او برای اولین بار در سن هفت سالگی در جشنواره موسیقی لاهور در سال ۱۹۷۹ ظاهر شد.